# كاثرين هيسلينغ
كاثرين هيسلينغ (22 يونيو 1900 - 28 سبتمبر 1979) هي كانت ممثلة فرنسة وزوجة جان رينوار.